# Lil Peep
Lil Peep, vlastním jménem Gustav Elijah Åhr (1. listopadu 1996 Allentown  – 15. listopadu 2017 Tucson), byl americký rapper, zpěvák a skladatel. Byl známý pro svůj charakteristický styl. Ve svých textech se zabýval depresemi, drogami, milostnými vztahy z minulosti a sociálními problémy.

## Život
Lil Peep se narodil 1. listopadu 1996 v Pensylvánii, vyrůstal ale na Long Islandu v New Yorku. Jeho matka měla irský a německý původ, otec švédský. Jeho rodiče, kteří byli oba pedagogové, se rozvedli v době, kdy byl Gustav teenagerem. Studoval na střední škole Long Beach, avšak jeho docházka nebyla navzdory dobrým známkám příliš častá. Velmi často ze školy utíkal, jak popisoval v jedné interview. Ve finále školu i opustil a pro získání diplomu absolvoval online kurzy. Nedlouho poté začal přidávat své nahrávky na servery YouTube a SoundCloud. Již ve svých sedmnácti letech se za účelem rozvoje své kariéry odstěhoval do Kalifornie. Jeho původní umělecké jméno bylo Trap Goose, později se nechal přejmenovat na Lil Peep. Svůj první mixtape s názvem Lil Peep Part One vydal roku 2015. Nedlouho poté následovalo první EP Feelz a poté druhý mixtape Live Forever. Následujícího roku (2016) uvedl další dva mixtapy, pojmenované Crybaby a Hellboy, byly také vydány EP Castles, Teen Romance, California Girls a Vertigo. Po jeho smrti ho též proslavil hit Spotlight ve spolupráci s DJ Marshmello.
Dne 15. srpna 2017 vydal své první a jediné řadové studiové album nazvané Come Over When You're Sober. To obsahovalo sedm písní a dosahovalo délky pouze třiadvaceti minut. Rapper jej označoval jako své první řadové album navzdory tomu, že svou délkou podle standardních měřítek dosahuje pouze délky krátké desky, tedy EP. Deska měla původně vyjít až 1. září 2017, avšak Lil Peep ji jako překvapení uvedl již o více než dva týdny dříve. Přestože byl primárně rapperem, uměl hrát též na pozoun a tubu. Ve svých textech se zabýval například tématy lásky, sebevraždy, lidských vztahů a drog. Publicista Steven J. Horowitz ze serveru Pitchfork Media jej v lednu 2017 označil za „budoucnost ema“.
V srpnu 2017 provedl veřejný coming out jako bisexuál. V jednu dobu byla jeho přítelkyní herečka Bella Thorne.
Ke konci roku 2019 dorazil dokument Everybody's Everything pro veřejnost, který je o úspěchu a stinné stránce života a smrti této mladé hvězdy. Premiéra se odehrála 10.3.2019 v Americe na Southwest Film Festivalu v Austinu, Texasu.

### Smrt
Lil Peep byl 15. listopadu 2017 svým manažerem nalezen mrtvý ve svém tour busu. Před smrtí zkonzumoval šest pilulek Xanaxu, které byly „říznuté“ s ještě silnějším fentanylem. Látka je až 50× silnější než heroin. Podle informací serveru TMZ mu pilulky obstarala jeho fanynka Mariah Bonsová. Gustavova babička tvrdí, že smrti jejího vnuka mohlo být jednoduše zabráněno, kdyby lidé, které měl okolo sebe, včas reagovali. Také vyšlo na povrch, že Gus už nějakou dobu nebyl ve skupině Gothboiclique a na poslední show v Tucsonu je pozval jako kamarády. Před smrtí přidal fotografii na Instagram, na níž má na jazyku dva kousky Xanaxu, s popiskem: „fucc it“. Ještě před tím dal na Instagram fotku s popiskem: „When I die You'll love me“ (Až umřu, budete mě milovat). Mnoho známých hiphopových a rapových hvězd vyjádřilo soustrast ohledně Gustavovy smrti. Při pitvě byly jeho krevní testy pozitivní na konopí, kokain a lék proti bolesti Tramadol. Močové testy také ukázaly přítomnost několika silných opioidů, včetně hydrokodónu, hydromorfonu (Dilaudid), oxykodonu a oxymorfonu. V jeho těle nebyl žádný alkohol.

## Diskografie

### 2015
- 16. května – Feelz (EP) (znovu vydané v roce 2022 na streamovací služby)
- 25. srpna – Garden (EP) – společně s Death Plus (znovu vydané v roce 2018 na streamovací služby)
- 18. září – Part One (mixtape) (znovu vydané v roce 2024 na streamovací služby)
- 17. října – In the Bedroom, I Confess (EP) – společně s OmenXIII
- 1. listopadu – Mall Musicc (mixtape) – společně s Boy Froot
- 14. listopadu – Romeo's Regrets (EP) – společně s Bexey
- 2. prosince – Live Forever (mixtape) (znovu vydané v roce 2022 na streamovací služby)
- 19. prosince – Vertigo (EP) (znovu vydané v roce 2020 na streamovací služby)

### 2016
- 9. února – Elemental (EP) – společně s Ghostmane & Jgrxxn
- 22. února – CALIFORNIA GIRLS (EP) (znovu vydané v roce 2021 na streamovací služby)
- 3. března – Dead Broke (EP) – společně s Itsoktocry
- 31. května – Changes (EP) – společně s Meeting By Chance (znovu vydané v roce 2023 na streamovací služby)
- 10. června – crybaby (mixtape) (znovu vydané v roce 2020 na streamovací služby)
- 19. června – Teen Romance (EP) (znovu vydané v roce 2024 na streamovací služby)
- 4. července – castles (EP) – společně s Lil Tracy (znovu vydané v roce 2021 na streamovací služby)
- 25. září – HELLBOY (mixtape) (znovu vydané v roce 2020 na streamovací služby)

### 2017
- 6. února – CASTLES II (EP) – společně s Lil Tracy (znovu vydané v roce 2021 na streamovací služby)
- 15. srpna – Come Over When You’re Sober, pt. 1 (Album)

### 2018
- 9. listopadu – Come Over When You’re Sober, pt. 2 (Album)

### 2019
- 31. října – GOTH ANGEL SINNER (EP)
- 15. listopadu – EVERYBODY'S EVERYTHING (Kompilační album)

### 2020
- 14. srpna – Elemental Alt (EP) – společně s Jgrxxn

### 2021
- 5. listopadu – Friends (EP) – společně s Yunggoth
- 3. prosince – HIGH FASHION (EP)

### 2023
- 8. září - DIAMONDS (Album) - společně s ILoveMakonnen
- 10. listopadu - Come Over When You’re Sober, pt. 2 (og version) (Album)